# Marcelo Ríos
Andrés Marcelo Ríos Mayorga (Santiago, 26. prosinca 1975.), čilski tenisač i bivši svjetski broj 1, poznat pod nadimcima El Chino („Kinez”) i El zurdo de Vitacura. Postao je prvim igračem iz Latinske Amerike koji je ostvario vodeće mjesto na ATP-ovoj ljestvici u pojedinačnoj konkurenciji. To je postigao 1998. godine, a svjetski broj 1 držao je šest tjedana.
Jedan je od rijetkih igrača koji su držali vrh ljestvice i kao juniori i kao seniori. Bio je prvi igrač koji je osvojio tri zemljana Mastersa (Monte Carlo, Rim i Hamburg), otkako je serija uvedena 1990. Jedini je muški igrač u otvorenoj eri tenisa koji je bio svjetski broj 1, a nikada nije uspio osvojiti Grand Slam turnir u karijeri. U 1998. igrao je završnicu Australian Opena, no porazio ga je Petr Korda.
Posljednji ATP-ov turnir na kojemu je sudjelovao bio je Roland Garros 2003. Od profesionalnoga se tenisa oprostio 2004., nakon ozljede leđa. U karijeri je ukupno osvojio 18 turnira u pojedinačnoj konkurenciji i jedan naslov u konkurenciji parova.

## Vanjska poveznica
- Profil na ATP-u